# Teranga (Sénégal)

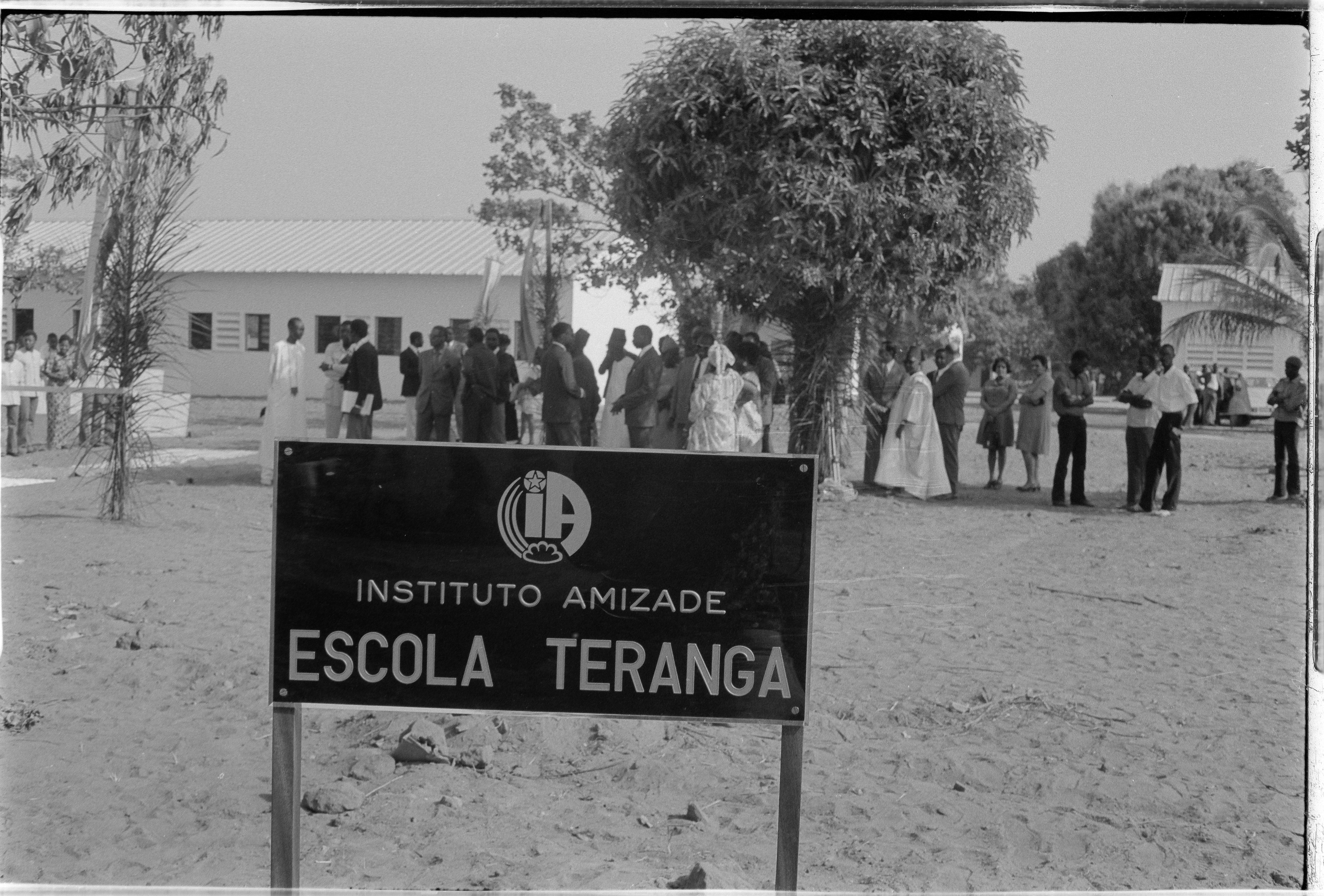
Teranga est aussi le nom d'une école secondaire au Sénégal, à Ziguinchor.

Le terme teranga, parfois écrit teraanga, est un xénisme Wolof qui peut se traduire par "hospitalité". Cette notion de respect, d'hospitalité et d'accueil appartient à la culture du Sénégal. 

## Histoire
Omniprésente au Sénégal, la teranga date d'avant la colonisation (1659 - 1960) et remonte probablement aux empires du Ghana, du Mali et du Songhai. Elle est peut-être née dans la ville de Saint-Louis, qui est de nos jours associée à cette notion. à partir de 1960 (indépendance du Sénégal), le terme permet de façonner l'identité sénégalaise. Il est repris, par exemple par des entreprises ou par l'équipe de football des Lions de la Teranga. 
La modernité (passage d'une vie communautaire à un mode de vie transitionnel) n'empêche pas certaines valeurs de s'appliquer encore, mais "seulement quand le besoin s'en fait sentir".

## Manifestations
La teranga est considérée comme un mode de vie, le terme est parfois traduit (notamment dans les guides touristiques) par "hospitalité". Fondée sur le partage de biens matériels et la générosité, elle est présente dans la vie quotidienne. Suivre la teranga revient à mettre l'autre à l'aise quelle que soit sa nationalité, sa religion ou sa classe sociale. Ibra Sène, historien sénégalais, explique que la teranga consiste notamment à conseiller d'autres personnes comme si elles étaient membres de sa famille.
L'alimentation représente un point important de la Teranga : par exemple, une assiette supplémentaire est préparée par des familles sénégalaises au cas où un visiteur viendrait. Les meilleurs morceaux du plat sont donnés aux invités. La cohabitation entre religions est un autre point de la Teranga : par exemple, des chrétiens préparent pour les musulmans le ngalax (mil, beurre de cacahuète, poudre de baobab) à l'approche de Pâques. De même, les musulmans partagent le repas de l'Aïd. Les différents groupes ethniques du Sénégal cohabitent et le Sénégal ne connaît pas de conflit lié à cette diversité, du fait de la Teranga d'après Ibra Sène.  
La teranga se manifeste dans les salutations. De plus, les évènements marquants ne connaissent pas de listes d'invités : tout le monde peut participer. Cette hospitalité a lieu dans les campagnes, ainsi que dans les villes même plus anonymes, comme Dakar. 
Youssou N'Dour consacre une chanson à la teranga.

## Teranga et tourisme
Mentionnée par les guides touristiques, la teranga contribue au tourisme au Sénégal. D'après Mactar Faye, chercheur qui étudie le tourisme urbain, "le Sénégal veut confirmer sa réputation de pays d'accueil". 